# Flavarchaea
Flavarchaea is een spinnengeslacht uit de familie Pararchaeidae

## Soorten
- Flavarchaea anzac Rix, 2006
- Flavarchaea badja Rix, 2006
- Flavarchaea barmah Rix, 2006
- Flavarchaea hickmani (Rix, 2005)
- Flavarchaea lofty Rix, 2006
- Flavarchaea lulu (Rix, 2005)
- Flavarchaea stirlingensis Rix, 2006